# Боривоје Бора Стојановић
Боривоје „Бора“ Стојановић (Београд, 5. октобар 1929 — Београд, 1. март 2008) био је српски глумац.

## Биографија
Боривоје Стојановић је дипломирао глуму на Академији за позоришну уметност у Београду 1957. године.  Наступа у Позоришту „Бошко Буха" већ 1954. године, у Народном позоришту у Мостару (1956-1961), а потом повремено наступа у Народном позоришту у Београду (1967-1968). Од 1968. године је члан Савременог позоришта, које 1976. постаје Београдско драмско позориште, а Боривоје Стојановић његов члан. 
Са успехом је тумачио бројне средње и епизодне улоге.

## Позоришне представе
Боривоје Стојановић је од 1954. до 1997. године наступао чак у 156. позоришних представа. Цео списак се налази на сајту Музеја позоришне уметности Србије.

## Улоге
| Год.     | Назив                                                 | Улога                           |
| -------- | ----------------------------------------------------- | ------------------------------- |
| 1950.-те |                                                       |                                 |
| 1958.    | Те ноћи                                               |                                 |
| 1960.-те |                                                       |                                 |
| 1960.    | Боље је умети                                         |                                 |
| 1963.    | Чудна девојка                                         | Милиционер                      |
| 1967.    | Кад будем мртав и бео                                 |                                 |
| 1968.    | Силе (ТВ)                                             |                                 |
| 1969.    | Рађање радног народа (серија)                         | Конобар Пирке                   |
| 1969.    | Музиканти (серија)                                    |                                 |
| 1969.    | Убиство на свиреп и подмукао начин и из ниских побуда | Тужилац                         |
| 1970.-те |                                                       |                                 |
| 1971.    | Дон Кихот и Санчо Панса (ТВ)                          |                                 |
| 1971.    | С ванглом у свет (серија)                             |                                 |
| 1971.    | Дипломци (серија)                                     | Будина муштерија                |
| 1971.    | Хроника паланчког гробља (мини-серија)                |                                 |
| 1972.    | Мајстори (серија)                                     | Муж од џудисткиње               |
| 1973.    | Камионџије (серија)                                   |                                 |
| 1975.    | Отписани (серија)                                     | Човек                           |
| 1975.    | Позориште у кући 3 (серија)                           | Попадићкин адвокат              |
| 1976.    | Диспут у ноћи (ТВ)                                    | Фрањевац                        |
| 1978.    | Стићи пре свитања                                     | Стражар                         |
| 1978.    | Повратак отписаних (ТВ серија) (серија)               | Капетан Шмит / Сликaр           |
| 1979.    | Слом (серија)                                         | Генерал                         |
| 1980.-те |                                                       |                                 |
| 1983.    | Какав деда такав унук                                 | Доктор Јежић                    |
| 1984.    | Тајни дневник Сигмунда Фројда (југ.-амер. филм)       | Професор Вон Шмирц              |
| 1984.    | Бањица (ТВ серија)                                    | Министар просвете Велибор Јонић |
| 1986.    | Тајна Лазе Лазаревића (ТВ)                            | Тужилац 2                       |
| 1987.    | Бољи живот (серија)                                   | Глумац епизодиста               |
| 1988.    | Четрдесет осма — Завера и издаја (серија)             | Андреј А. Жданов                |
| 1989.    | Шведски аранжман                                      |                                 |
| 1989.    | Балкан експрес 2 (ТВ серија) (серија)                 |                                 |
| 1990.-те |                                                       |                                 |
| 1991.    | Мала шала (ТВ)                                        | Директор школе                  |
| 1991.    | Кабуто (јапанско-амерички филм)                       |                                 |
| 1993.    | Рај (ТВ)                                              | Мајоров гост на ручку           |
| 1995.    | Театар у Срба (серија)                                |                                 |
| 1995.    | Крај династије Обреновић (серија)                     | Доктор Владан Ђорђевић          |
| 1996.    | Очеви и оци (ТВ)                                      | Слободан Јовановић              |
| 1997.    | Горе Доле                                             | Власник пекаре                  |
| 1998.    | Бекство (ТВ)                                          |                                 |
| 2000.-те |                                                       |                                 |
| 2001.    | Харолд и Мод (ТВ)                                     |                                 |